# Solthis
 (février 2021).

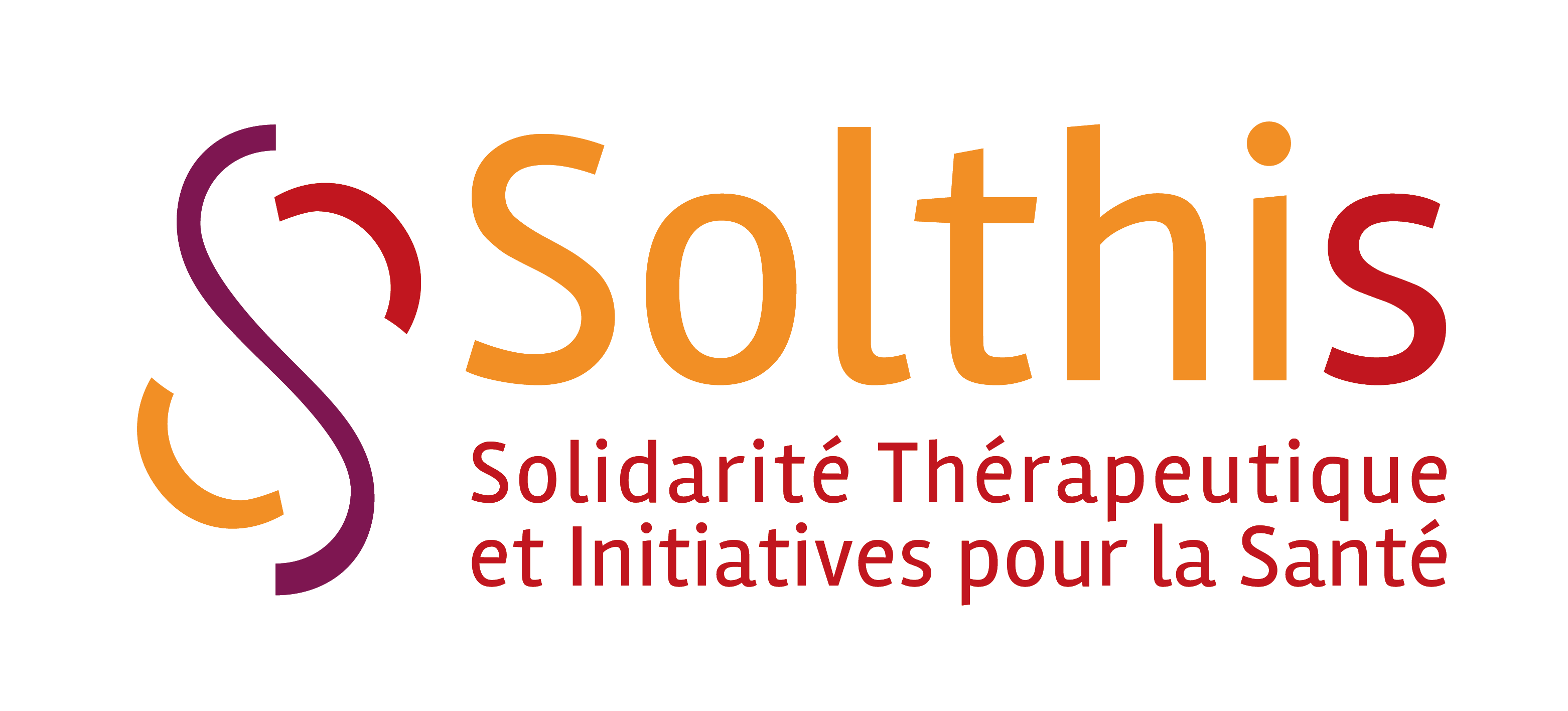
Logo Solthis Solidarité Thérapeutique et Initiatives pour la Santé

Solthis (Solidarité thérapeutique et initiatives pour la santé) est une ONG internationale de santé qui a pour objectif d'améliorer l'accès aux soins des populations des pays à ressources limitées.

## Historique
Créée en juillet 2003, à l'initiative des Professeurs Christine Katlama, Gilles Brücker, Brigitte Autran et Patrice Debré, pour favoriser une prise en charge médicale de qualité, accessible et pérenne, pour toutes les personnes touchées par le VIH/sida. Solthis élargit en 2015 son champ d'action notamment à la tuberculose, aux hépatites, à la santé de la mère et de l'enfant et aux maladies tropicales négligées et fait ainsi évoluer son acronyme de Solthis "solidarité thérapeutique et initiatives contre le sida" à "solidarité thérapeutique et initiatives pour la santé"[réf. souhaitée]. 
Solthis a obtenu le Label IDEAS en 2013, puis en 2018[réf. souhaitée].

## Actions
Solthis a pour objectif d'aider au renforcement des capacités des systèmes de santé des pays où elle intervient pour leur permettre d'améliorer l'accès et la qualité des soins et notamment d'offrir une prise en charge médicale du VIH/Sida de qualité, accessible et pérenne, pour toutes les personnes touchées y compris les plus isolées[réf. souhaitée].

## Sources
(juillet 2025).
- Claire Hédon, « Les 10 ans de l’association Solthis. Partie I(émission de radio) », Radio France internationale,‎ 19 septembre 2013 (lire en ligne).
- Claire Hédon, « Les 10 ans de l’association Solthis. Partie II(émission de radio) », Radio France internationale,‎ 19 septembre 2013 (lire en ligne).